# Euthanasia Coaster
L'Euthanasia Coaster est un hypothétique parcours de montagnes russes en métal conçu pour tuer ses passagers,. Il a été conçu et maquetté en 2010 par Julijonas Urbonas, un doctorant du Royal College of Art à Londres. Urbonas, qui a travaillé dans un parc d'attractions, a défini ces montagnes russes comme « une hypothétique machine d’euthanasie [...] créée pour prendre la vie de façon humaine dans l’élégance et l’euphorie »,. Il est cependant plus probable que cette attraction entraînerait des nausées et un inconfort selon António Damásio. Urbonas mentionne l'euthanasie et la peine de mort comme applications pratiques de l'Euthanasia Coaster.

## Design
La conception commence par une montée raide de 510 mètres de haut, montée qui devrait durer 2 minutes pour un train de 24 passagers. Tout passager souhaitant descendre pourrait donc en profiter. À partir de là, la chute de 500 mètres devrait amener le train à 360 km/h, proche de sa vitesse terminale pour entamer sa course dans les 7 inversions clothoïdes. Chaque boucle possédant un diamètre inférieur à la précédente afin de maintenir les 10 g létaux aux passagers tandis que le train perd de sa vitesse. Après un virage serré à droite, le train devrait rentrer à l'endroit où les corps sont déchargés et où les nouveaux passagers peuvent prendre place.

## Pathophysiologie
L'Euthanasia Coaster devrait tuer ses passagers en prolongeant l'hypoxie cérébrale, ou l'insuffisance d'oxygène amené au cerveau. Les sept boucles devraient infliger aux passagers 10 g pendant 60 secondes, causant ainsi un voile gris suivi de vision tunnelisée puis du voile noir et enfin de la syncope (perte de connaissance à cause des g). Le reste des inversions devrait servir d'assurance contre la survie involontaire des passagers particulièrement robustes.

## Exposition
Le concept d'Urbonas a amené l'attention des médias lorsqu'elle fit part de l'exposition HUMAN+ à la Science Gallery de Dublin d'avril à juin 2011. Le concept a été désigné en tant « qu'œuvre phare » par la Science Gallery, visant à montrer le futur de l'être humain et de la technologie. Dans ce thème, l'Euthanasia Coaster montre les problèmes que pourrait causer la prolongation de la durée de vie humaine. Le concept a aussi été exposé à l'exposition HUMAN+ au Centre de Cultura Contemporània de Barcelona en 2015.

## Culture populaire
En 2013, le groupe de rock norvégien Major Parkinson a sorti le single « Euthanasia Roller Coaster », comportant des paroles faisant allusion à l'invention d'Urbonas.
Le court-métrage de Lavie Tidhar, Vladimir Chong Chooses to Die, inclut le circuit de montagnes russes à la fin.
Le court-métrage de Glenn Paton, H Positive, explore les motivations d'un homme en bonne santé, qui, lorsqu'il découvre qu'il va mourir, engage un architecte pour lui construire l'Euthanasia Coaster identique au design d'Urbonas. Bien qu'Urbonas ne soit pas mentionné durant le film, les crédits de fin affirment que le film a été basé sur le projet d'Urbonas.